# ヤロスラフ・ポポヴィッチ
ヤロスラフ・ポポヴィッチ、ヤロスラウ・パーウロヴィチ・ポポーヴィチ（ウクライナ語: Яросла́в Па́влович Попо́вич；ラテン文字表記: Yaroslav Popovych、1980年1月4日- ）は、ウクライナ（旧ソビエト連邦）・ドロホーブィチ出身の自転車競技選手。

## 経歴
2000年
- ロードレース世界選手権・U23個人ロード2位

2001年
- ロードレース世界選手権・U23個人ロード 優勝
- パリ〜ルーベのU23種目 優勝

2002年、ベルギーのランドブーヴクレディートと契約を結んでプロへ転身。
- ジロ・デ・イタリア初出場を果たし、総合12位。

2003年
- ジロ・デ・イタリア 総合3位。

2004年
- ジロ・デ・イタリア 総合5位

2005年、ランス・アームストロング擁するディスカバリーチャンネルへ移籍。
- アームストロングが7連覇（ただしドーピングの発覚により2012年に全成績剥奪処分）を達成したその年のツール・ド・フランスに出場し、総合12位。さらにマイヨ・ブラン（新人賞）を獲得。
- カタルーニャ一周では総合優勝を飾る。

2006年
- 前年のツール7連覇を最後に現役を引退したアームストロングの後継リーダー的存在となり、同年のツール・ド・フランスの第12ステージを制し、グランツールでの初の1勝をマーク。

2007年
- 3年ぶりの出場となったジロ・デ・イタリアでは、ディスカバリーチャンネルのリーダーとして出場するも、第12ステージにおいて、2回の大量落車を受けた影響からリタイアを余儀なくされた。
- ツール・ド・フランスでは、同年のパリ〜ニースで総合優勝を果たしたアルベルト・コンタドールやリーヴァイ・ライプハイマーといった選手たちのアシスト役に回ったが、総合8位。マイヨ・ブラン・ア・ポワ・ルージュ（山岳賞）争いでは3位に入る健闘を見せた。

2008年、前年のシーズンを最後にディスカバリーチャンネルが解散。新たな移籍先として、カデル・エヴァンスやロビー・マキュアンらがいるサイレンス・ロットへ移籍したが、これといった実績は挙げられなかった。
2009年、かつての盟友ランス・アームストロングが復帰するアスタナへ移籍。
2010年、チーム・レディオシャックへ移籍。
2012年、レディオシャック・ニッサン・トレックへ移籍。
2013年
- ヘント〜ウェヴェルヘム 9位

2016年、パリ～ルーベを最終レースとし、引退。
2017年からはトレック・セガフレードでアシスタント・スポーツディレクターを務めている。また、2019年からは同チームの女子チームのアシスタント・スポーツディレクターも兼務している。

## タイプ
ステージレースにおける実績が目立つが、ワンデイレースもこなせるオールラウンダー型選手。